# Brommella renguodongi
Espèce
Brommella renguodongi est une espèce d'araignées aranéomorphes de la famille des Cicurinidae.

## Distribution
Cette espèce est endémique du Guangxi en Chine,. Elle se rencontre dans le xian de Fusui dans la grotte Shuilongyan.

## Description
La femelle holotype mesure 2,10 mm, les femelles mesurent de 1,95 à 2,55 mm.

## Systématique et taxinomie
Cette espèce a été décrite par Li en 2017.

## Étymologie
Cette espèce est nommée en l'honneur de Guo-dong Ren.

## Publication originale
- Li & Wang, 2017 : « New cave-dwelling spiders of the family Dictynidae (Arachnida, Araneae) from Guangxi and Guizhou, China. » Zoological Systematics, vol. 42, no 2, p. 125-228 (texte intégral).